# Yufeng
Yufeng är ett stadsdistrikt och säte för stadsfullmäktige i Liuzhous stad på prefekturnivå i den autonoma regionen Guangxi i sydligaste Kina.
Det ligger omkring 200 kilometer nordost om regionhuvudstaden Nanning. 